# Episodi di Robot Chicken (quinta stagione)
La quinta stagione della serie animata Robot Chicken, composta da 20 episodi, è stata trasmessa negli Stati Uniti, da Adult Swim, dal 12 dicembre 2010 al 15 gennaio 2012.
In Italia la stagione è stata interamente pubblicata il 1º agosto 2018 in DVD e Blu-ray.
| nº | Titolo originale                            | Titolo italiano                             | Prima TV USA     | Pubblicazione Italia |
| -- | ------------------------------------------- | ------------------------------------------- | ---------------- | -------------------- |
| 1  | Robot Chicken's DP Christmas Special        | Robot Chicken's DP Christmas Special        | 12 dicembre 2010 | 1º agosto 2018       |
| 2  | Saving Private Gigli                        | Saving Private Gigli                        | 9 gennaio 2011   | 1º agosto 2018       |
| 3  | Terms of Endaredevil                        | Terms of Endaredevil                        | 16 gennaio 2011  | 1º agosto 2018       |
| 4  | Big Trouble in Little Clerks 2              | Big Trouble in Little Clerks 2              | 23 gennaio 2011  | 1º agosto 2018       |
| 5  | Kramer vs. Showgirls                        | Kramer vs. Showgirls                        | 30 gennaio 2011  | 1º agosto 2018       |
| 6  | Malcolm X: Fully Loaded                     | Malcolm X: Fully Loaded                     | 6 febbraio 2011  | 1º agosto 2018       |
| 7  | Major League of Extraordinary Gentlemen     | Major League of Extraordinary Gentlemen     | 13 febbraio 2011 | 1º agosto 2018       |
| 8  | Schindler's Bucket List                     | Schindler's Bucket List                     | 20 febbraio 2011 | 1º agosto 2018       |
| 9  | No Country for Old Dogs                     | No Country for Old Dogs                     | 27 febbraio 2011 | 1º agosto 2018       |
| 10 | Catch Me If You Kangaroo Jack               | Catch Me If You Kangaroo Jack               | 6 marzo 2011     | 1º agosto 2018       |
| 11 | Beastmaster & Commander                     | Beastmaster & Commander                     | 23 ottobre 2011  | 1º agosto 2018       |
| 12 | Casablankman                                | Casablankman                                | 30 ottobre 2011  | 1º agosto 2018       |
| 13 | The Departy Monster                         | The Departy Monster                         | 6 novembre 2011  | 1º agosto 2018       |
| 14 | Some Like It Hitman                         | Some Like It Hitman                         | 13 novembre 2011 | 1º agosto 2018       |
| 15 | The Core, the Thief, His Wife and Her Lover | The Core, the Thief, His Wife and Her Lover | 20 novembre 2011 | 1º agosto 2018       |
| 16 | The Godfather of the Bride II               | The Godfather of the Bride II               | 4 dicembre 2011  | 1º agosto 2018       |
| 17 | The Curious Case of the Box                 | The Curious Case of the Box                 | 11 dicembre 2011 | 1º agosto 2018       |
| 18 | Fool's Goldfinger                           | Fool's Goldfinger                           | 18 dicembre 2011 | 1º agosto 2018       |
| 19 | Casablankman 2                              | Casablankman 2                              | 8 gennaio 2012   | 1º agosto 2018       |
| 20 | Fight Club Paradise                         | Fight Club Paradise                         | 15 gennaio 2012  | 1º agosto 2018       |

## Robot Chicken's DP Christmas Special
- Titolo originale: Robot Chicken's DP Christmas Special
- Diretto da: Chris McKay
- Scritto da: Matthew Beans, Mike Fasolo, Seth Green, Brendan Hay, Daniel Libman, Matthew Libman, Matthew Senreich e Zeb Wells

### Trama
Viene mostrato cosa è successo durante il primo Natale; le trappole di Kevin McCallister non funzionano come previsto; i creatori immaginano cosa pensano Batman e Robin del loro jingle di Natale. La velocità di Superman e Babbo Natale viene messa a confronto.

## Saving Private Gigli
- Titolo originale: Saving Private Gigli
- Diretto da: Chris McKay
- Scritto da: Matthew Beans, Mike Fasolo, Seth Green, Breckin Meyer, Eric Schaar, Matthew Senreich e Zeb Wells

### Trama
I personaggi di Robot Chicken introducono la quinta stagione della serie; sulle spiagge della Normandia, i creatori immaginano quale sia la reazione a programmi come STOMP!; Snake Mountain viene pignorata.

## Terms of Endaredevil
- Titolo originale: Terms of Endaredevil
- Diretto da: Chris McKay
- Scritto da: Matthew Beans, Mike Fasolo, Seth Green, Breckin Meyer, Eric Schaar, Matthew Senreich e Zeb Wells

### Trama
Le origini segrete di Mo-Larr, Dentista Eterniano; Lara Croft fa una terrificante scoperta in una tomba; Il padre di He-Man, Re Randor, dimostra come la mela cada lontano dall'albero; Gargamella e i Puffi in Smurfatar.

## Big Trouble in Little Clerks 2
- Titolo originale: Big Trouble in Little Clerks 2
- Diretto da: Chris McKay
- Scritto da: Matthew Beans, Mike Fasolo, Seth Green, Breckin Meyer, Eric Schaar, Matthew Senreich e Zeb Wells

### Trama
I creatori immaginano cosa potrebbe succede nel profondo delle giungle di Pandora a tarda notte; il Maggiore Tony Nelson usa Jeannie per tornare alla NASA dopo averlo licenziato; tutti i G.I. Joe ottengono un animale da compagnia.

## Kramer vs. Showgirls
- Titolo originale: Kramer vs. Showgirls
- Diretto da: Chris McKay
- Scritto da: Matthew Beans, Mike Fasolo, Seth Green, Breckin Meyer, Eric Schaar, Matthew Senreich e Zeb Wells

### Trama
I Lego della NASA hanno una pessima giornata durante il lancio del razzo; in Toy Story 4, Andy è cresciuto e usa i suoi giocattoli in modi alternativi; si scopre cosa è successo ad alcune icone della televisione degli anni '90.
- Curiosità: eccezionalmente, in questo episodio, nel doppiaggio italiano James Bond ha la voce di Francesco Prando

## Malcolm X: Fully Loaded
- Titolo originale: Malcolm X: Fully Loaded
- Diretto da: Chris McKay
- Scritto da: Matthew Beans, Mike Fasolo, Seth Green, Breckin Meyer, Eric Schaar, Matthew Senreich e Zeb Wells

### Trama
Viene rivelato perché il tacchino del Ringraziamento sia stato graziato dopo aver commesso dei crimini; i creatori immaginano come vengono creati i Cabbage Patch Kids; viene organizzata una competizione sul "cattivo più zoppo di sempre".

## Major League of Extraordinary Gentlemen
- Titolo originale: Major League of Extraordinary Gentlemen
- Diretto da: Chris McKay
- Scritto da: Matthew Beans, Mike Fasolo, Seth Green, Brendan Hay, Daniel Libman, Matthew Libman, Matthew Senreich e Zeb Wells

### Trama
I migliori 60 secondi della storia della televisione; viene mostrato come è stato inventato il gelato; si scopre com'è avere i "sensi da ragno". Gli elfi della Keebler difendono la loro casa dal loro più grande nemico: il Cookie Monster.

## Schindler's Bucket List
- Titolo originale: Schindler's Bucket List
- Diretto da: Chris McKay
- Scritto da: Matthew Beans, Mike Fasolo, Seth Green, Brendan Hay, Daniel Libman, Matthew Libman, Matthew Senreich e Zeb Wells

### Trama
Bambina Senza Nome ha un nuovo soprannome; Un arrosto per Comandante Cobra ha un finale a sorpresa; i creatori svelano cosa è successo a Skeeter in Muppet Babies.

## No Country for Old Dogs
- Titolo originale: No Country for Old Dogs
- Diretto da: Chris McKay
- Scritto da: Matthew Beans, Mike Fasolo, Seth Green, Brendan Hay, Daniel Libman, Matthew Libman, Matthew Senreich e Zeb Wells

### Trama
I creatori immaginano cosa stesse pensando Morgan Freeman durante il suo incidente d'auto del 2008; un gruppo di soldati con problemi mentali affronta Adolf Hitler e la SS.

## Catch Me If You Kangaroo Jack
- Titolo originale: Catch Me If You Kangaroo Jack
- Diretto da: Chris McKay
- Scritto da: Matthew Beans, Mike Fasolo, Seth Green, Brendan Hay, Daniel Libman, Matthew Libman, Matthew Senreich e Zeb Wells

### Trama
I creatori immaginano come sarebbe un elogio funebre di Diablo Cody; una parodia con Joker; il nerd entra nel mondo di Tron.

## Beastmaster & Commander
- Titolo originale: Beastmaster & Commander
- Diretto da: Chris McKay
- Scritto da: Matthew Beans, Mike Fasolo, Seth Green, Breckin Meyer, Matthew Senreich, Zeb Wells e Harland Williams

### Trama
I creatori mostrano cosa farebbero le persone per ottenere un servizio cellulare migliore; quando a Hal Jordan vengono tagliate le mani, trova un altro "posto" dove mettere il suo anello; Ren McCormick visita i Peanuts; il presentatore dei blooper ritorna con alcune notizie personali.

## Casablankman
- Titolo originale: Casablankman
- Diretto da: Chris McKay
- Scritto da: Matthew Beans, Mike Fasolo, Seth Green, Breckin Meyer, Matthew Senreich, Zeb Wells e Harland Williams

### Trama
Rubik torna per un'ultima avventura; i bambini provano la moda più recente; viene svelato il segreto dietro la porta nella stanza di un bambino; i creatori immaginano come potrebbe essere una palestra aperta 24 ore su 24 a Eternia.

## The Departy Monster
- Titolo originale: The Departy Monster
- Diretto da: Chris McKay
- Scritto da: Matthew Beans, Mike Fasolo, Seth Green, Breckin Meyer, Matthew Senreich, Zeb Wells e Harland Williams

### Trama
Viene mostrato il vero volto di Master Chief.

## Some Like It Hitman
- Titolo originale: Some Like It Hitman
- Diretto da: Chris McKay
- Scritto da: Matthew Beans, Mike Fasolo, Seth Green, Breckin Meyer, Matthew Senreich, Zeb Wells e Harland Williams

### Trama
Uno sguardo a com'è la vita a Hogwarts; la sorella di Paperino ha un pericoloso lavoro di scorta; Betty Crocker e Sara Lee combattono fino alla morte.

## The Core, the Thief, His Wife and Her Lover
- Titolo originale: The Core, the Thief, His Wife and Her Lover
- Diretto da: Chris McKay
- Scritto da: Matthew Beans, Mike Fasolo, Seth Green, Breckin Meyer, Matthew Senreich, Zeb Wells e Harland Williams

### Trama
Si scopre fino a che punto Kratos della serie God of War andrà a raccogliere sfere di sangue; Superman vola indietro nel tempo.

## The Godfather of the Bride II
- Titolo originale: The Godfather of the Bride II
- Diretto da: Chris McKay
- Scritto da: Jordan Allen-Dutton, Matthew Beans, Mike Fasolo, Seth Green, Matthew Senreich, Zeb Wells e Erik Weiner

### Trama
Il nerd sogna di uscire con Michael Knight di Supercar; un gruppo di Spock di Star Trek dal futuro si riuniscono per una festa a sorpresa; viene mostrato come sarà la televisione nel 2013.

## The Curious Case of the Box
- Titolo originale: The Curious Case of the Box
- Diretto da: Chris McKay
- Scritto da: Jordan Allen-Dutton, Matthew Beans, Mike Fasolo, Seth Green, Matthew Senreich, Zeb Wells e Erik Weiner

### Trama
Viene immaginato l'istante prima di morire in Reaped; Dora l'esploratrice conquista l'Everest; Dio viene arrestato nel Giardino dell'Eden; l'incidente d'auto più orribile della storia compiuto da clown.

## Fool's Goldfinger
- Titolo originale: Fool's Goldfinger
- Diretto da: Chris McKay
- Scritto da: Jordan Allen-Dutton, Matthew Beans, Mike Fasolo, Seth Green, Matthew Senreich, Zeb Wells e Erik Weiner

### Trama
Harry di Bigfoot e i suoi amici ottiene il suo reality show su TLC; una lavatrice torna a casa e trova un robot che monta la sua compagna asciugatrice; i creatori immaginano un numero musicale di Gay Tony di Grand Theft Auto.

## Casablankman 2
- Titolo originale: Casablankman 2
- Diretto da: Chris McKay
- Scritto da: Jordan Allen-Dutton, Matthew Beans, Mike Fasolo, Seth Green, Matthew Senreich, Zeb Wells e Erik Weiner

### Trama
Doc Brown ottiene il plutonio; Gesù si mostra alle persone; viene esaminata la vita di Bella ed Edward di Twilight.

## Fight Club Paradise
- Titolo originale: Fight Club Paradise
- Diretto da: Chris McKay
- Scritto da: Jordan Allen-Dutton, Matthew Beans, Mike Fasolo, Seth Green, Matthew Senreich, Zeb Wells e Erik Weiner

### Trama
Viene ipotizzato come sarebbe il film Sex and the City 3 se reso più adatto ai giovani; l'Orso Yoghi combatte con i Power Rangers al Jellystone Park; viene mostrato cosa ha portato Picchiarello a perdere notorietà; un combattimento epico chiude il finale della quinta stagione.